# ابن مندويه
علي بن مندويه هو طبيب وصيدلي وشاعر فارسي، وقد اشتهر بالكرم وحبه للمعرفة، كان يطبب في أصفهان[ ؟ ]، وبلغت شهرته بغداد، فطلبه عضد الدولة بن بويه إلى بيمارستانه المعروف ب البيمارستان العضدي في بغداد وأوقف ضياعا للبيمارستان العضدي وكان وقفه أهم مواردها.. وقد توفي في حدود سنة 370 هـ. لم تحدد الموسوعات أو كتب تاريخ العلوم ميلاده وهناك روايتان ذكرتهما الموسوعات لتحديده, إحداهما تقول أنه توفي في أواخر القرن التاسع الميلادي والأخرى تقول في أوائل القرن العاشر الميلادي.
بنفس لقب ابن مندويه عرف العالم المسلم أبو علي أحمد بن عبد الرحمن بن مندويه المتوفي سنة 410 هـ فترك آثاراً في الطب أورد بعضها ابن أبي أصيبعة، منها: (المدخل في الطب)، (الجامع المختصر في علم الطب)، (المغيث في الطب) الذي يعرف أيضاً باسم (القانون الصغير)، (الأطعمة والأشربة).

## اهتماماته
اهتم ابن مندويه بالمعارف الصحية العامة ووضح الظروف الصحية الملائمة للجسم السليم من مناخ، وأطعمة، وأشربة وغيرها من مستلزمات الصحة العامة في كتاب له بعنوان (تدبير الجسد).
اهتم ابن مندويه بالصيدلة، وبخاصة تركيب الأدوية والعطور وذلك في كتاب له بعنوان: (أصول الطب والمركبات العطرية) واهتم بتأثير بعض المشروبات والأعشاب على الحالة الصحية وباستخداماتها الطبية، وكان ذلك في رسائل منها: التمرهندي، والكافور، وفي وصف مسكر الشراب ومنافعه ومضاره، وغيرها من الرسائل.

## أسلوبه في التأليف
يحذو «ابن مندويه» في رسالته حذو كل الأطباء العرب عند كتابتهم في الطب، فهم دائمًا يبدءون بتعريف المرض، ثم ذكر أعراضه وبعدها طرق علاجه, وهذا أسلوب ما زال متبعًا إلى اليوم في تأليف الكتب الطبية.

## مؤلفاته ورسائله
من أهم كتبه الطبية الأخرى كتاب يعد قانونا في الطب، اعتمد عليه الأطباء المسلمون كثيرا، وهو كتاب: (الكافي في الطب) ويعرف باسم القانون الصغير، وكذلك كتاب المغيث في الطب، والمختصر في علم الطب. أما رسائله الطبية الأخرى فهي تعكس مجالات اهتمام عديدة ومنها طب العيون، ووصف تركيب العين وتشريحها، ومن أهم تلك الرسائل: علاج ضعف البصر، وتركيب طبقات العين. التمرهندي، والكافور، وفي وصف مسكر الشراب ومنافعه ومضاره. من أهم رسائله الطبية الأخرى: في أوجاع الأطفال، وهي رسالة تعكس اهتماما خاصا من ابن مندويه بطب الأطفال، وبها جميع الأمراض التي يصاب بها الأطفال منذ ولادتهم.